# Abdel Moneim Mahmoud
Abdel Moneim Mahmoud (Egyptisch-Arabisch: عبد المنعم محمود) (Alexandrië, 11 november 1979) is een Egyptisch journalist en mensenrechtenverdediger. Van 2006 tot en met de Egyptische Revolutie van 2011 was hij een van de meest vooraanstaande bloggers. Tot die tijd schreef hij vanuit het oogpunt van de Moslimbroederschap en sinds 2011 is hij een onafhankelijk blogger. Sinds ongeveer hetzelfde jaar is hij hoofdredacteur van Al Jazeera Mubasser Misr in Egypte.

## Biografie

### Achtergrond
Mahmoud slaagde voor zijn bachelorgraad in de rechten aan de Universiteit van Alexandrië. Hierna studeerde hij aan de Universiteit van Caïro, waar hij een diploma in de journalistiek behaalde. Hij reisde als een van de eerste journalisten af naar het conflict in Darfur en maakte deel uit van verschillende commissies voor mensenrechten. Hij nam het op voor politieke gevangenen en Palestijnen en tegen de Amerikaanse aanwezigheid in Irak. In 2003 werd hij al eens vier maanden vastgezet en in 2006 gedurende zes maanden.
Sinds 1981 verkeerde Egypte voortdurend in staat van beleg. De Moslimbroederschap was de grootste oppositiebeweging in het land en sinds 1954 verboden, hoewel ze bij tijden wel gedoogd werd. In 2004 zag een andere politieke beweging het licht, Kefaya, dat Genoeg! betekent. Kefaya groeide in 2005 kortstondig uit tot een factor van betekenis en organiseerde een groot aantal protesten, zoals tegen aanpassingen van de grondwet en voor een onafhankelijk rechtssysteem. Dat jaar luidde tevens de start in van het internetactivisme in Egypte, en tegen het eind van 2006 was de blogosfeer explosief gegroeid. Terwijl de betekenis van Kefaya inmiddels weer afnam, won de Moslimbroederschap steeds meer terrein in de politiek.

### Zijn weblogAna Ikhwan
In deze tijd, het was december 2006, startte Mahmoud zijn weblog Ana Ikhwan (Ik ben Moslimbroeder). Hij werd ook wel aangeduid als MB Blogojournalist, omdat hij daarnaast correspondent was voor de Arabischtalige satellietzender al-Hiwar in Londen. Verder schreef hij mee aan de Engelstalige versie van de website van de Moslimbroederschap.
Hij blogde vanuit het oogpunt van de broederschap en is voorstander van democratische hervorming in Egypte. Volgens hem had er een scheuring plaatsgevonden tussen de jongere en de oudere garde, waarbij de jongeren niet langer voorstander waren van een islamitische staat, maar streefden naar een regering naar Turks model.
Begin 2007 sloot hij zich aan bij een campagne van andere webloggers voor de vrijlating van de activist en blogger Karim Amer. Hierdoor vormde hij mede een breed gedragen protest, variërend van pro-Moslimbroederschap, pro-democratie (zoals Alaa Abd el-Fattah) tot pro-Amerika (zoals Mahmoud Salem). Ondanks dat het protest verder ook internationaal veel bijval kende, werd Amer echter niet vervroegd vrijgelaten.

### Arrestatie en internationaal protest
In de eerste maanden van 2007 werden honderden leden van de Moslimbroederschap opgepakt, in een poging van de Egyptische autoriteiten om een halt toe te roepen aan de groeiende macht van de beweging. Mahmoud bracht gevangenen in contact met de media en met mensenrechtenorganisaties en regelde onder meer op 12 april een ontmoeting van Amnesty International met enkele gevangenen. Enkele uren erna viel de veiligheidsdienst de woning van zijn ouders binnen. Toen hij in de vroege ochtend van 15 april op het vliegveld van Caïro was, om voor al-Hiwar naar Soedan en zes andere landen te reizen, werd hij in het vliegtuig gearresteerd op grond van het lidmaatschap van een verboden organisatie.
Het protest om zijn vrijlating werd wereldwijd gevoerd, onder meer door mensenrechtenorganisaties als Human Rights Watch, Verslaggevers Zonder Grenzen en Amnesty International. De bloggersscene startte daarnaast de actie Free Abd Al Moneim Mahmoud. Betrokken bloggers uit Egypte waren Alaa Abd el-Fattah, Ahmad Abd-Alhafez, Amr Gharbeia, Khaled Hamzah en Nora Younis. Verder waren bloggers aangesloten uit Tunesië (onder meer Sami Ben Gharbia), Marokko, Syrië en de Verenigde Staten. Na meer dan zes weken, op 1 juni, werd hij weer vrijgelaten.

### Na 2007
Na afloop van de Egyptische Revolutie van 2011 blogt hij alleen nog over zijn eigen zienswijzen onder de naam Afkar Monem (Moneim's Ideeën). Ook is hij dan inmiddels geen lid meer van de Moslimbroederschap.
Sinds ongeveer hetzelfde jaar is hij werkzaam als hoofdredacteur van Al Jazeera Mubasser Misr. Op 29 september 2011 deed de politie een grootschalige inval in dit Egyptische kantoor van de nieuwszender.